# Lot 30
Lot 30 est un canton dans le comté de Queens, Île-du-Prince-Édouard, Canada. Il fait partie de la Paroisse Hillsboro.

## Population
- 773 (recensement de 2001)[1]
- 759 (recensement de 2006)[1]
- 832 (recensement de 2011)[2]

## Communautés
Incorporé :
- Bonshaw

Non-incorporé :
- Appin Road
- Green Road